# آبشار وایرر
آبشار وایرر 
(به مائوریایی: Wairere) آبشاری است که در کشور نیوزلند واقع شده‌است و بلندترین ریزشگاه آن ۱۵۳ متر ارتفاع دارد. حوضهٔ آبریز این آبشار، رود وایرر است.